# Апий Аний Гал
Апий Аний Гал (на латински: Appius Annius Gallus; † 72) e политик на Римската империя през 1 век по времето на император Нерон.
През март и април 67 г. той е суфектконсул заедно с Луций Аврелий Приск. През 70 – 72 г. е легат в Горна Германия (legatus Augusti pro praetore Germaniae Superioris) и се бие против бунтуващите се батави с вожд Гай Юлий Цивилис.